# Nada
Нада, справжнє ім'я Нада Маланіма (італ. Nada Malanima; нар. 17 листопада 1953 Розіньяно-Мариттімо Італія) — відома італійська співачка.

## Біографія
Дебют Нади стався у віці п'ятнадцяти років на пісенному фестивалі Сан — Ремо з піснею «Ma Che Freddo», отримавши раптовий успіх, вийшла іспаномовна версія цієї композиції «Hace frío ya». У наступному році співачка взяла участь у фестивалі знову, виконавши «Pa diglielo a ma» разом з італійським поетом-пісенником Роном. Далі бере участь на телепередачі Canzonissima, виконавши «Che male fa la gelosia». У 1971 році вона нарешті перемагає на фестивалі Сан — Ремо з піснею «Il cuore è uno zingaro», у дуеті зі співаком Нікола ді Барі, отримуючи міжнародного успіху. 1972 року вона втретє з'являється на Сан -Ремо з композицією «Il re di denari». В майбутньому вона ще виступала на цьому фестивалі у 1987 році з піснею «Bolero», і «Guardami negli occhi» (1999), «Luna in piena» (2007). У 1983 році Нада була визнана «Співачкою року» зі своїм суперхітом «Amore disperato». У 1998 році італійська група «Super B» отримала великого успіху виконавши кавер-версію цієї пісні. Альбом «Tutto l'amore che mi manca» 2004 року був нагороджений як найкращий незалежний альбом року в Італії. Наступний студійний альбом «Luna в Piena» отримав нагороду за найкращий незалежний альбом у 2007 році. 21 червня 2009 Нада бере участь у концерті «Amiche per l'Abruzzo» в Мілані, організованим співачкою Лаурой Паузіні, з метою зібрати гроші, щоб допомогти місту Л'Аквіла, постраждалому від землетрусу.

## Дискографія
- 1969 — Nada
- 1970 — Io l'ho fatto per amore
- 1973 — Ho scoperto che esisto anch'io
- 1974—1930: Il domatore delle scimmie
- 1976 — Nada
- 1979 — Nada
- 1982 — Ti stringerò
- 1983 — Smalto
- 1984 — Noi non cresceremo mai
- 1986 — Baci Rossi
- 1992 — L'anime nere
- 1994 — Malanima: successi e inediti 1969—1994 (збірка)
- 1998 — Nada trio
- 1999 — Dove sei sei
- 2001 — L'amore è fortissimo e il corpo no
- 2004 — Tutto l’amore che mi manca
- 2007 — Luna in piena #54 ITA
- 2011 — Vamp #70 ITA
- 2014 — Occupo poco spazio
- 2016 — L'amore devi seguirlo